# Held der Arbeit
| Held der Arbeit der DDR               |
| ------------------------------------- |
| Bandorden (Avers) der 2. Form ab 1952 |
| Interimspange                         |

Held der Arbeit war eine staatliche Auszeichnung  der Deutschen Demokratischen Republik (DDR), welche in Form eines Ehrentitels mit Urkunde und einer tragbaren Medaille verliehen wurde.
Gestiftet wurde der Titel am 19. April 1950. Der Orden wurde am 5. Oktober 1989 letztmals an verdiente Werktätige verliehen. Seine Verleihung war auf 50 Auszeichnungen pro Jahr begrenzt. Mit der Verleihung war eine Prämie von bis zu 10.000 Mark verbunden.

## Verleihungsbedingungen
Der Ehrentitel Held der Arbeit sollte bahnbrechende Taten für den Aufbau und den Sieg des Sozialismus in der Volkswirtschaft auszeichnen. Er war insbesondere für Taten in Industrie, Landwirtschaft, Verkehr und Handel oder für wissenschaftliche Entdeckungen oder technische Erfindungen vorgesehen.

## Medaille zum Ehrentitel

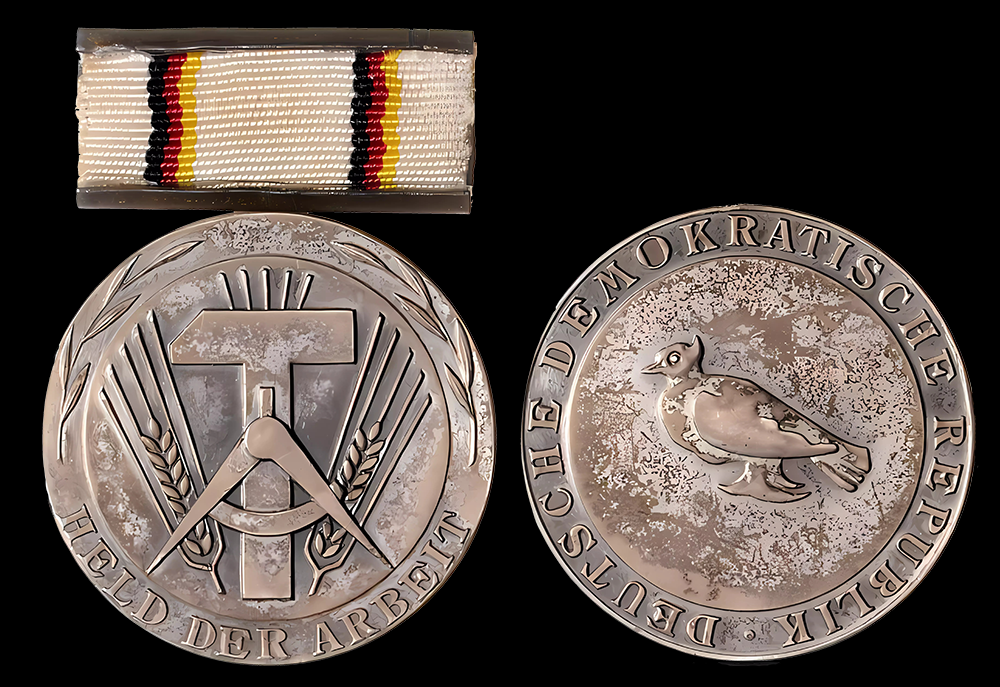
Medaille der 1. Form (Vorder- und Rückseite)

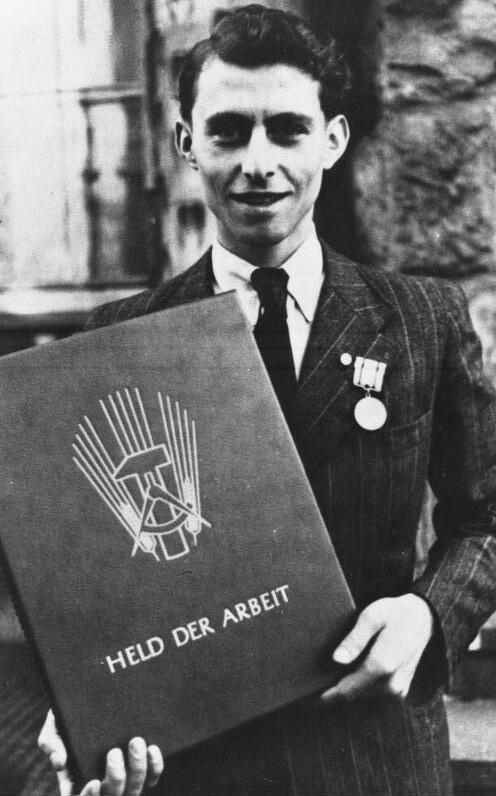
Verleihung des Ehrentitels Held der Arbeit in der 1. Form als Medaille mit Urkunde an Günther Lieske

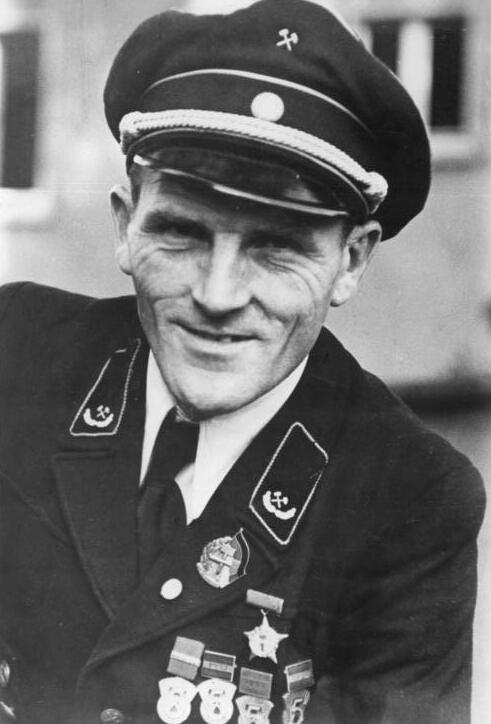
Erich Giebner, an dessen Revers die 2. Form des Ehrentitels als Stern erkennbar ist

### 1. Form
Die versilberte Medaille mit einem Durchmesser von 34 mm zeigt auf ihrem Avers mittig auf einer Art Medaillon die Darstellung eines Hammers, eines Zirkels und drei Ähren.
Zwei Ähren flankierten dabei den Hammer und den Zirkel, die dritte lag hinter dem Hammer überwiegend verdeckt.
Das Medaillon umschloss ein kleiner Ring, der unten von der Umschrift: HELD DER ARBEIT und oben von zwei nach oben offenen gebogenen Lorbeerzweigen umschlossen war, die gleichzeitig den Rand der Medaille bildeten.
Das Revers zeigte dagegen mittig die Friedenstaube sowie die Umschrift: DEUTSCHE DEMOKRATISCHE REPUBLIK.
Getragen wurde die Medaille an einem 30 mm breiten weißen Band.
Auf diesem wurden 5 mm vom Rand entfernt, je Seitenrand ein (also insgesamt zwei) ein 5 mm breiter schwarz-rot-goldene Mittelstreifen eingewebt.
Hinsichtlich der Tragevorschriften gab es mehrere Versionen, zum einen am langen Band oder an einer rechteckigen Spange.

### 2. Form
Im Jahr 1952 wurde das Layout der Medaille grundlegend geändert und die Medaillenform verworfen.
An seine Stelle trat nun ein vergoldeter Stern von 34 mm × 34 mm Größe, welcher in seiner Mitte ein Medaillon (23 mm Durchmesser) mit Lorbeerkranz zeigte.
Innerhalb des Kranzes finden sich ein Hammer und ein Zirkel sowie zwei flankierende Ähren.
Die Rückseite des Sterns trug in der Form eines offenen Kreises die Umschrift: HELD DER ARBEIT und bis 1972 am oberen Rand die Punze 900 sowie unten den Hersteller MB (Münze Berlin).
Getragen wurde der Stern an einer 31,5 mm breiten und 10 mm hohen goldenen Spange mit rotem Bande auf der linken oberen Brustseite.
Bei mehrfacher Verleihung des Titels, was grundsätzlich möglich war, wurde die zweite Spange neben der ersten an einer Art Verbindungsnut getragen.

## Rangfolge der staatlichen Auszeichnungen der DDR (Ausschnitt)
Für das Tragen von Auszeichnungen galt eine per Verordnung im Gesetzblatt der DDR festgelegte Rangfolge, in der sich auch die Wertigkeit der jeweiligen Ehrung widerspiegelte. An der linken oberen Brustseite waren in folgender Reihenfolge zu tragen:
1. Medaille zum Ehrentitel  Held der DDR
2. Karl-Marx-Orden
3. Medaille zum Ehrentitel Held der Arbeit
4. Stern der Völkerfreundschaft
5. Vaterländischer Verdienstorden
6. Banner der Arbeit
7. Scharnhorst-Orden
8. Blücher-Orden
9. Kampforden „Für Verdienste um Volk und Vaterland“